# Flemming Povlsen
Flemming Søgaard Povlsen (* 3. Dezember 1966 in Brabrand) ist ein ehemaliger dänischer Fußballspieler und heutiger -trainer.

## Karriere

### Vereinsspieler
Der Stürmer Povlsen begann seine Karriere 1983 bei Aarhus GF. 1985 wurde er zum „Jugendspieler des Jahres in Dänemark“ gewählt. Der ehemalige Bundesligaspieler von Borussia Mönchengladbach, Henning Jensen, vermittelte ihn an Real Madrid. Povlsen sammelte Spielpraxis in Reals zweiter Mannschaft, Castilla CF, wobei er bei den Profis mittrainierte. Nach einem Jahr verließ er Real Madrid und ging auf Empfehlung von Hannes Löhr zum 1. FC Köln. Mit dem damaligen Trainer Christoph Daum wurde er in seinen ersten beiden Jahren mit der Mannschaft Dritter und Zweiter in der Bundesliga.
Obwohl er seinen Vertrag in Köln erfüllen wollte, verkaufte der 1. FC ihn an die PSV Eindhoven. In Eindhoven konnte er sich nicht gegen Romario durchsetzen. Nach einem Jahr verließ er die PSV und wechselte zu Borussia Dortmund. In Dortmund erlebte Povlsen die erfolgreichste Zeit seiner Karriere: Während in seinem ersten Jahr unter Horst Köppel die Entwicklung nicht so positiv verlief, erreichte unter dessen Nachfolger Ottmar Hitzfeld der BVB 1993 das Endspiel im UEFA-Pokal. Zum Abschluss seiner Karriere im Jahre 1995 gewann er die deutsche Meisterschaft.

### Nationalmannschaft
Mit der dänischen Nationalmannschaft wurde er bei der Fußball-Europameisterschaft 1992 in Schweden Europameister. Povlsen spielte in allen fünf Spielen in diesem Turnier und erzielte im Halbfinale im Elfmeterschießen gegen die Niederlande einen Treffer gegen den niederländischen Torwart Hans van Breukelen, seinen ehemaligen Mannschaftskameraden bei der PSV Eindhoven. Er war ein ständiger Teil der dänischen Fußballnationalmannschaft, von seinem Debüt im Jahr 1987 bis zu seinem Rückzug. Dabei erzielte er 21 Tore in 62 Länderspielen und spielte bei den Europameisterschaften 1988 und 1992.

### Karriereende
Am 3. April 1993 erlitt er in einem Spiel des BVB gegen den 1. FC Köln seinen ersten Kreuzbandriss, dem im Oktober des gleichen Jahres im Spiel gegen SG Wattenscheid 09 das Comeback folgte. Im Oktober 1994 zog er sich im DFB-Pokalspiel gegen den 1. FC Kaiserslautern einen Kreuzbandriss im anderen Knie zu, nach dem er zwar im Frühjahr 1995 noch zu einem Kurzeinsatz gegen Eintracht Frankfurt kam, dann aber Sportinvalide wurde. Zum Schluss der Saison 1994/95 beendete er verletzungsbedingt seine Karriere.

## Trainer-Karriere
Nach seinem Ausscheiden wurde Flemming Povlsen, der die UEFA-A-Trainerlizenz besitzt, im Dezember 2001 Sportdirektor beim dänischen Erstligisten Aarhus Fremad. Als der Club sich einem Sparprogramm im November 2002 unterzog, bot Povlsen seinen Rücktritt an, was der Verein akzeptierte. Er spielte dann in einer niedrigeren Liga in Brabrand Fußball und wurde später als Trainer des Aarhus GF verpflichtet. Im März 2005 wurde er Teil des Trainerstabs im dänischen Superliga-Klub AC Horsens. Im Juli 2009 wechselte er als Assistenztrainer zu Randers FC, trat aber am 6. Oktober 2009 zurück, als Manager John Jensen entlassen wurde. Er unterrichtete im Anschluss zeitweise Kinder im Teenageralter in einer Fußballschule namens Hessel Gods Fodboldkostskole in Jütland, die mit Brøndby IF zusammenarbeitet. Als Co-Trainer war 2010/11 bei Silkeborg IF und in den Jahren 2013 und 2014 bei Odense BK tätig. Im Sommer 2014 kehrte er wieder für eine Saison als Co-Trainer nach Aarhus zu Aarhus GF zurück, wo er im Anschluss als Stürmertrainer im Jugendbereich tätig war.

## Privates
Povlsen ist derzeit zusammen mit Thomas Gravesen Fußballexperte bei DR.
Nach der gewonnenen Europameisterschaft änderte Povlsen sein privates Türschild für einige Jahre von „Povlsen“ in „Europameister“.
Während seiner Zeit bei Borussia Dortmund lebte er in der Dortmunder Innenstadt und war so „immer unter den Leuten, auch wenn es mal schlecht lief.“ Seine Affinität für die deutsche Mentalität war auch ein Grund für seinen Abgang vom PSV Eindhoven und für seine Rückkehr in die Bundesliga. Er spricht Deutsch und sieht sich als eine Art Botschafter Deutschlands in Dänemark.

## Erfolge
- 1989 Deutscher Vizemeister
- 1990 Niederländischer Vizemeister
- 1992 Europameister
- 1992 Deutscher Vizemeister
- 1993 UEFA-Pokal-Finale
- 1995 Deutscher Meister